# Fyla językowa
Fyla (gromada) językowa (ang. linguistic phylum) – w klasyfikacji genetycznej języków jednostka skupiająca pewną liczbę (kilka-kilkanaście) gałęzi językowych łączących rodziny i języki charakteryzujące się pewną dozą podobieństwa. Fyle są czasem grupowane w jeszcze wyższe jednostki zwane makrofylami. Makrofyla to fyla plus gałąź.
Mianem tym bywają określane słabo wykazane propozycje dużych rodzin językowych (których jedność genetyczna pozostaje niepewna). Czasem preferuje się mówienie o „postulowanych rodzinach językowych” bądź „postulowanym dalekim pokrewieństwie”.
Pojęcie zostało zaczerpnięte z terminologii biologicznej. Nie jest konsekwentnie stosowane przez wszystkich językoznawców, ale pojawia się w kontekście opisu niektórych obszarów językowych, m.in. języków papuaskich i języków autochtonicznych Ameryk. Przykładowo: wśród języków Indian Ameryki Północnej wyróżnia się np. fylę makrosiouańską, fylę makroalgonkiańską itp.